# The Pinnacle (Guangzhou)
The Pinnacle (chinesisch 廣晟國際大廈 / 广晟国际大厦, Jyutping gwong2 sing4 gwok3 zai3 daai6 haa6 – „Grand International Mansion“) ist der Name eines Wolkenkratzers in der chinesischen Stadt Guangzhou.
Die im Jahr 2008 begonnenen Bauarbeiten an dem Hochhaus wurden vier Jahre später im Jahr 2012 beendet, wobei es seine Endhöhe schon im August 2011 erreicht hatte. Die Höhe des Turms beträgt 360 Meter. Jedoch wird diese Höhe nur mit einer Spitze erreicht, das eigentliche Dach liegt rund 311 Meter hoch, das höchste der 60 Geschosse auf 264 Meter. Deren gesamte Nutzfläche beträgt 118.000 Quadratmeter, die fast ausschließlich für Büroräumlichkeiten in Anspruch genommen werden. The Pinnacle ist gegenwärtig das vierthöchste Gebäude der Stadt Guangzhou, nach dem 530 Meter hohen Chow Tai Fook Centre, dem 437 Meter hohen Guangzhou International Finance Center und dem CITIC Plaza mit 391 Metern sowie eines der höchsten in China. Das komplette Hochhaus wurde in Stahlbetonbauweise errichtet.